# Zalaszombatfa
Zalaszombatfa là một thị trấn thuộc hạt Zala, Hungary. Thị trấn này có diện tích 5,89 km², dân số năm 2010 là 47 người, mật độ 8 người/km².